# Зыков, Иван Иванович (проповедник)
Иван Иванович Зыков (1837, деревня Будьково, Покровский уезд, Владимирская губерния, Российская империя — 1913, деревня Кабаново, Покровский уезд, Владимирская губерния, Российская империя) — деятель поморского старообрядческого согласия, начётчик, полемист, духовный писатель, проповедник.

## Биография
Родился в 1837 году в крестьянской семье Костиных, проживавшей в деревне Будьково Владимирской губернии. В 16 лет женился на А. П. Зыковой, дочери П. Д. Зыкова — владельца производства хлопчатобумажных тканей в Кабанове. После смерти тестя возглавил его предприятие.
Участвовал в религиозных диспутах с православными миссионерами, единоверцами и старообрядцами других согласий. 3 октября 1876 года состоялись его прения с игуменом Павлом Прусским, на которых Зыков задал своему оппоненту три вопроса о постановлениях Большого Московского собора 1666-1667 годов. Позже он обращался с ними и к другими миссионерам, однако во всех случаях ответы его не удовлетворили. На антистарообрядческие высказывания игумена Гуслицкого монастыря Пафнутия (Овчинникова) начётник составил «Обличение великороссийских пастырей, или 58 погрешностей в господствующей Церкви», которое разослал многим известным миссионерам и священникам. Среди других его известных сочинений: «Меч Духовный», «Духовные ответы» на письмо от 19 сентября 1891 года члена братства Петра митрополита Я. И. Максимова, «Цветник» с разбором 40 вопросов на духовные темы.
Кроме полемической деятельности, Зыков также отметился и в деятельности проповеднической, выступая с проповедями как в родных местах, так и в поездках по Кавказу, Волге и Оренбуржью. Помимо тем, касающихся церковных праздников, он произносил поучения о современном положении старообрядчества, в том числе критикуя религиозную политику русских властей. В 1881 году подвергся кратковременному аресту.
Зыков был активным участником старообрядческих соборов. В 1891 году на соборе, созывавшемся на самокрещенцев, он был едва не отлучён от Церкви из-за мягкого подхода к чиноприёму последних. Принимал участие в соборе 1898 года в Патриаршине. Возглавлял в качестве председателя Собор старообрядцев-поморцев (беспоповцев брачного согласия) 1905 года в Самаре, который постановил принимать федосеевцев и старопоморцев-филипповцев через покаяние, а также отлучил от Церкви поморца Григория Токарева за отказ почитать иконы Господа Саваофа в образе Ветхого денми. На 1-м Всероссийском соборе старообрядцев-беспоповцев брачного согласия, прошедшем в Москве в 1909 году, Зыкова избрали товарищем председателя собора. В том же году он стал одним из председателей бесед поморца Л. Ф. Пичугина с представителями Белокриницкого согласия, проходивших в Политехническом музее.
Умер Зыков в деревне Кабаново в 1913 году. Похоронен на кладбище в Дулёво.